# Konstantin von Tischendorf
Lobegott Friedrich Konstantin von Tischendorf, född den 18 januari 1815 i Lengenfeld (sachsiska Voigtland), död den 7 december 1874 i Leipzig, var en tysk bibeltextkritiker.
Tischendorf blev 1840 docent, 1845 e.o. och 1859 ordinarie teologie professor i Leipzig. Han upphöjdes 1869 i ryskt adligt stånd. Det kritiska sovrandet av nya testamentets text gjorde han tidigt till sin livsuppgift. Den grundsats han därvid följde var att med ledning av de äldsta handskrifterna framställa en text, sådan den lästes under de sista åren av 300-talet. 
Denna grundsats tillämpade han redan - så långt dåvarande resurser sträckte sig - i sin första edition av N.T. på grekiska (1841). Men han fann snart, att en ny grundlig kollationering av handskrifterna var nödvändig för hans syfte. Han företog därför flera vetenskapliga resor. Under en vistelse i Paris (oktober 1840-januari 1843) lyckades han på nationalbiblioteket dechiffrera en svårläslig palimpsest, Codex Ephraemi Syri rescriptus, och utgav från trycket detta betydande fynd (N.T. 1843, G.T. 1845). 
År 1843 tillbragte von Tischendorf fyra månader i Rom under forskningar i vatikanska biblioteket. Den där befintliga gamla bibelhandskriften Codex vaticanus fick han dock se endast under sex timmars tid. År 1844 besökte han Egypten, Sinai och Palestina. I Sankt Katarina-klostrets vid Sinai bibliotek upptäckte han flera gammaltestamentliga fragment av en grekisk bibelhandskrift på pergament, vilken han genast igenkände som en av de äldsta. 
Han lyckades erhålla en del av denna handskrift, vilken han utgav i ett litografierat faksimile under titeln Codex Friderico-Augustanus (1846). 1853 och 1859 företog han på nytt resor till Orienten och besökte åter klostret på Sinai. Först under den sistnämnda resan, som företogs med understöd av ryska regeringen, fick han tillträde till det övriga av den dyrbara, gamla bibelhandskriften, som förutom stora delar av G.T. visade sig innehålla N.T. fullständigt, jämte Barnabasbrevet och Hermas herde.
Han erhöll även tillåtelse att ta den med sig för att skriva av och publicera den. Vid ryska rikets 1000-årsjubileum, 1862, publicerades under von Tischendorfs ledning på föranstaltande av ryska regeringen denna Codex sinaiticus (4 band folio). 1869-72 utgav han, efter en fullständig revision av grundtexten, en stor kritisk upplaga av Nya testamantet (Editio octava critica major), vilken sedan utkom i många upplagor (från 1881 ombesörjda av Oscar von Gebhardt); dessutom utgav han från 1872 Editio octava minor och flera handupplagor. 
Intryck och erfarenheter från sina resor meddelade von Tischendorf i Reise in den Orient (2 band, 1845-46) och Aus dem Heiligen lande (1862; "Det heliga landet etc.", 1869). von Tischendorfs teologiska ståndpunkt var den strängt bibeltroendes. 
Medan Strauss tolkade bibeln mytiskt och Tübingenskolan uppfattade nya testamentets urkunder som tendensskrifter samt båda förlade dessa skrifters uppkomst till en betydligt senare tidpunkt än den av traditionen antagna, fasthöll von Tischendorf (Wann wurden unsere evangelien verfasst?, 1865; "När blefvo våra evangelier författade?", samma år) evangeliernas historiska beskaffenhet och uppkomst redan i första århundradet. Däremot erkände han befintligheten av senare tillsatser och vanställningar i Nya testamentets text och gjorde till sin livsuppgift att bortrensa dessa.